# La Luz del Día
La Luz del Día är en ort i Mexiko.   Den ligger i kommunen Irapuato och delstaten Guanajuato, i den centrala delen av landet, 270 km nordväst om huvudstaden Mexico City. La Luz del Día ligger 1 715 meter över havet och antalet invånare är 395.
Terrängen runt La Luz del Día är en högslätt. Runt La Luz del Día är det ganska tätbefolkat, med 199 invånare per kvadratkilometer. Närmaste större samhälle är Irapuato, 7,9 km norr om La Luz del Día. Trakten runt La Luz del Día består till största delen av jordbruksmark.